# Namur (provins)

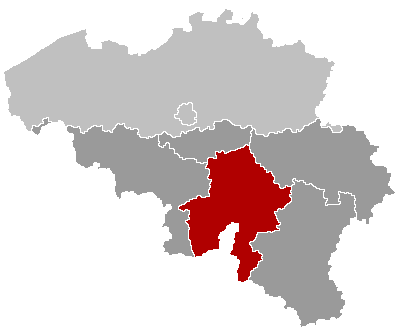
Provinsen Namur (rött) i regionen Vallonien (mörkgrått) och Belgien.

Namur (nederländska: Namen) är en provins i Vallonien, Belgien, med 435 700 invånare (1996) och en yta på 3 664 kvadratkilomeer. Provinsens huvudstad, Namur, har givit namn åt provinsen.
Namur är begränsad i norr av Brabant, i ost av Liège och Luxemburg, i syd av Frankrike och i väst av Hainaut. Provinsen är till större delen bergig genom Ardennerna, som når en höjd av 650 meter, och ganska skogrik. Huvudfloden är Meuse med sin biflod Sambre. Landet är mycket rikt på malmer, företrädesvis järn- och blymalmer, samt stenkol, varför också järnindustrin är högt utvecklad. Andra industriprodukter är porslin, glas, papper, bomullsvävnader och läder. 
Namur var på 900-talet ett eget grevskap. År 1263 kom det genom köp till grevskapet Flandern och 1429 till hertigarna av Burgund samt delade sedermera de nederländska provinsernas öden. I Lunévillefreden (1801) avträddes provinsens område till Frankrike och bildade till 1814 departementet Sambre-et-Meuse.
Den svenska 1300-talskungen Magnus Erikson hämtade sin gemål Blanche (drottning Blanka) från Namur där hon då var grevinna.

## Distrikt och kommuner
Provinser är indelad i tre administrativa distrikt med totalt 38 kommuner.

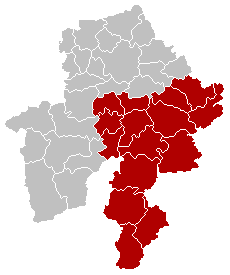
Distriktet Dinant
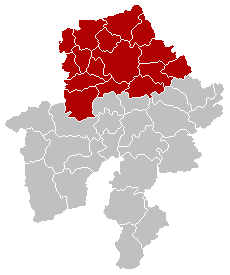
Distriktet Namur
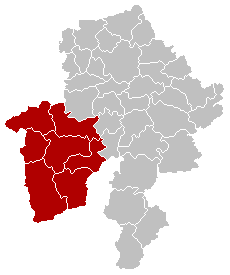
Distriktet Philippeville

### Kommuner

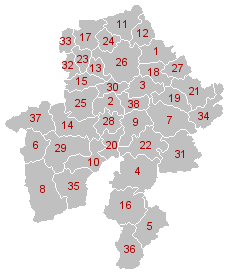

| 1. Andenne 2. Anhée 3. Assesse 4. Beauraing 5. Bièvre 6. Cerfontaine 7. Ciney 8. Couvin 9. Dinant 10. Doische 11. Eghezée 12. Fernelmont 13. Floreffe 14. Florennes 15. Fosses-la-Ville 16. Gedinne 17. Gembloux 18. Gesves 19. Hamois | 20. Hastière 21. Havelange 22. Houyet 23. Jemeppe-sur-Sambre 24. La Bruyère 25. Mettet 26. Namur 27. Ohey 28. Onhaye 29. Philippeville 30. Profondeville 31. Rochefort 32. Sambreville 33. Sombreffe 34. Somme-Leuze 35. Viroinval 36. Vresse-sur-Semois 37. Walcourt 38. Yvoir |